# Vaghena
Vaghena (auch Wagina) ist eine etwa 110 km² große Insel der Inselrepublik Salomonen. Sie befindet sich rund 25 km südöstlich der Insel Choiseul und gehört zur gleichnamigen Choiseul-Provinz. Zwischen und Choiseul und Vaghena liegt nur die kleine Insel Rob Roy.
Die Bevölkerung von etwa 1600 Einwohnern (Stand: 2009) besteht aus Einheimischen vom Stamm der Volaikana sowie aus Siedlern von den Gilbertinseln, die während der britischen Kolonialherrschaft nach Vaghena gebracht wurden.